# Борис-Роман Володимирович
Бори́с Володи́мирович (д.-рус. Бори́съ Володи́мировичъ; хрещене ім'я — Роман; бл. 990 — 24 липня 1015) — князь Київської Русі, князь ростовський (1010—1015). Представник династії Рюриковичів. Син Великого князя Київського Володимира Святославича. Молодший брат Ярослава Мудрого. Один із перших руських (давньоукраїнських) святих. Канонізований католицькою і православною церквами разом з братом Глібом у лику страстотерпця.

## Імена
- Бори́с Володи́мирович — в українській історіографії з іменем по батькові.
- Бори́с І Росто́вський — у західній історіографії з номером правителя і назвою князівства.
- Рома́н — хрещене ім'я. Очевидно названий на честь свого діда візантійського імператора Романа II.
- Бори́с-Рома́н Володи́мирович — комбіноване ім'я[1].

## Біографія

### Народження
Борис народився близько 986 (або 990) року. Він був одним з улюблених синів Володимира. За однією версію матір'ю княжича була булгарська царівна, донька правителя Волзької Булгарії. Його матір'ю за іншими джерелами була візантійська принцеса Анна Порфірогенета, що підтверджує дату його народження як 990 рік.

### Правління
Згідно з раннім Київським літописом, близько 1010 року Борис отримав удільне Ростовське князівство, яким до того володів його старший брат Ярослав. За даними втрачених літописів, якими користувався Василь Татищев, юний князь міг перед цим правити у Муромі. Проміжок його життя між 994 і 1015 роками не висвітлений у джерелах.
1015 року Борис повернувся з Ростова до Києва на прохання батька Володимира, який тяжко захворів. Незабаром після його прибуття стало відомо про вторгнення печенігів, і Володимир вислав його з дружиною на них. Борис не зустрів печенігів, натомість винищив та завдав руйнувань ряду сіверських поселень: «умирив грады вся».
Повертаючись назад, зупинився на річці Альті. Там він дізнався про батькову смерть і про зайняття великокнязівського столу Святополком I Окаянним. Дружина запропонувала йому йти на Київ і заволодіти престолом. Але Борис не бажав братовбивства і з обуренням відкинув цю пропозицію. Через це дружина Володимира покинула його і він залишається з одними своїми отроками.
Оскільки Борис був популярним серед киян, Святополк вирішив убити небезпечного конкурента. Сповістивши молодого князя про смерть батька і пропонуючи жити у злагоді, він відправив до нього найманих убивць — Путшу й вишгородських бояр Тальця Єловича і Ляшка. 24 липня 1015 року, в неділю, вночі вони прийшли на Альту, до шатра Бориса. Почувши звідти спів псалмів, Путша вирішив почекати поки князь засне. Коли Борис ліг спати, вбивці вдерлися до його шатра і прокололи списами князя і його слугу-угорця Георгія, який намагався захистити господаря власним тілом. Путша з боярами загорнули у шатрове полотно тяжкопораненого князя й повезли до Києва. Коли Святополк, довідався що Борис ще живий, то послав двох варягів прикінчити його. Ті зробили це, простромивши мечами його серце.
Тіло 25-річного Бориса таємно привезли до Вишгорода і поховали в церкві святого Василя. Незабаром від рук убивць, підісланих тим же Святополком, загинув брат Бориса — Гліб. 1019 року Ярослав поховав його тіло у тій же церкві.

### Смерть
Більшість науковців вважають літописну розповідь про вбивство Бориса київським князем Святополком достовірною. Проте низка дослідників, такі як Олександр Головко, Микола Ільїн та Анджей Грабський, заперечували її. На основі «Саги про Еймунда», де описується боротьба конунга Ярислейфа (Ярослава) з київським конунгом Бурислейфом, вони висунули гіпотезу, що Бурислейф — це Борис, який був убитий руками варягів, ярославовими найманцями. Український історик Леонтій Войтович вказував на алогічність цієї гіпотези, оскільки Ярослав не мав необхідності сприяти вшановуванню і канонізації Бориса і Гліба, якщо б він був їхнім убивцею. Крім того, традиційно Бурислейф ототожнюється зі Святополком, якого підтримував Болеслав I Хоробрий, або самим Болеславом, а не Борисом.

## Сім'я
- Батько: Володимир (963? —1015), князь новгородський (970—980), великий князь київський (980—1015)
- Матір: Анна Порфірогенета
- Брати і сестри:
  - Вишеслав (бл. 980—бл. 995? до 1010), князь новгородський (990—1010)
  - Ізяслав (981—1001), князь полоцький (бл.990—1001)
  - Святополк (981—після 1019), князь турівський (990—1015), великий князь київський (1015—1019)
  - Святослав (бл.982—1015), князь древлянський (990—1015)
  - Ярослав (бл.983—20.02.1054), князь ростовський (990—?), великий князь київський (1015—1054)
  - Мстислав (бл.983—1036), князь тмутороканський (бл. 990/1010—1023), чернігівський (1015—1036)
  - Предслава (між 983/986— після 1011 до 1042) ∞ наложниця польського короля Болеслава І
  - Всеволод (між 983/984—до 1015), князь володимирський (990—1008/1013)
  - Станіслав (бл.985—до 1015), князь смоленський (990—1015)
  - Судислав (бл.986? —1063), князь псковський (1014—1036)
  - Гліб (бл.987 ? —1015), князь муромський (1013—1015)
  - Прямислава (бл.987/988—?) ∞ Ласло Лисий, угорський князь
  - NN Володимирівна (?—?) ∞ Бернгард II, маркграф Північної марки
  - Позвізд (до 988/989—1015 ?), мав володіння на Волині.
  - Добронега (до 1011—1087) ∞ Казимир І, князь польський

### Родовід
|  |                                            |  |  |  |  |  |  |  |  |  |  |  |  |  |  |  |
|  | 8. Ігор, князь київський                   |  |  |  |  |  |  |  |  |  |  |  |  |  |  |  |
|  |                                            |  |  |  |  |  |  |  |  |  |  |  |  |  |  |  |
|  |                                            |  |  |  |  |  |  |  |  |  |  |  |  |  |  |  |
|  | 4. Святослав, великий князь київський      |  |  |  |  |  |  |  |  |  |  |  |  |  |  |  |
|  |                                            |  |  |  |  |  |  |  |  |  |  |  |  |  |  |  |
|  |                                            |  |  |  |  |  |  |  |  |  |  |  |  |  |  |  |
|  | 9. Ольга, княгиня київська                 |  |  |  |  |  |  |  |  |  |  |  |  |  |  |  |
|  |                                            |  |  |  |  |  |  |  |  |  |  |  |  |  |  |  |
|  |                                            |  |  |  |  |  |  |  |  |  |  |  |  |  |  |  |
|  | 2. Володимир, великий князь київський      |  |  |  |  |  |  |  |  |  |  |  |  |  |  |  |
|  |                                            |  |  |  |  |  |  |  |  |  |  |  |  |  |  |  |
|  |                                            |  |  |  |  |  |  |  |  |  |  |  |  |  |  |  |
|  | 10. Мал, князь древлян                     |  |  |  |  |  |  |  |  |  |  |  |  |  |  |  |
|  |                                            |  |  |  |  |  |  |  |  |  |  |  |  |  |  |  |
|  |                                            |  |  |  |  |  |  |  |  |  |  |  |  |  |  |  |
|  | 5. Малуша, ключниця                        |  |  |  |  |  |  |  |  |  |  |  |  |  |  |  |
|  |                                            |  |  |  |  |  |  |  |  |  |  |  |  |  |  |  |
|  |                                            |  |  |  |  |  |  |  |  |  |  |  |  |  |  |  |
|  | 11. невідомо                               |  |  |  |  |  |  |  |  |  |  |  |  |  |  |  |
|  |                                            |  |  |  |  |  |  |  |  |  |  |  |  |  |  |  |
|  |                                            |  |  |  |  |  |  |  |  |  |  |  |  |  |  |  |
|  | 1. Борис, князь ростовський                |  |  |  |  |  |  |  |  |  |  |  |  |  |  |  |
|  |                                            |  |  |  |  |  |  |  |  |  |  |  |  |  |  |  |
|  |                                            |  |  |  |  |  |  |  |  |  |  |  |  |  |  |  |
|  | 12. Костянтин VII, візантійський імператор |  |  |  |  |  |  |  |  |  |  |  |  |  |  |  |
|  |                                            |  |  |  |  |  |  |  |  |  |  |  |  |  |  |  |
|  |                                            |  |  |  |  |  |  |  |  |  |  |  |  |  |  |  |
|  | 6. Роман II, візантійський імператор       |  |  |  |  |  |  |  |  |  |  |  |  |  |  |  |
|  |                                            |  |  |  |  |  |  |  |  |  |  |  |  |  |  |  |
|  |                                            |  |  |  |  |  |  |  |  |  |  |  |  |  |  |  |
|  | 13. Олена, візантійська імператриця        |  |  |  |  |  |  |  |  |  |  |  |  |  |  |  |
|  |                                            |  |  |  |  |  |  |  |  |  |  |  |  |  |  |  |
|  |                                            |  |  |  |  |  |  |  |  |  |  |  |  |  |  |  |
|  | 3. Анна, візантійська царівна              |  |  |  |  |  |  |  |  |  |  |  |  |  |  |  |
|  |                                            |  |  |  |  |  |  |  |  |  |  |  |  |  |  |  |
|  |                                            |  |  |  |  |  |  |  |  |  |  |  |  |  |  |  |
|  | 14. Кратер, корчмар                        |  |  |  |  |  |  |  |  |  |  |  |  |  |  |  |
|  |                                            |  |  |  |  |  |  |  |  |  |  |  |  |  |  |  |
|  |                                            |  |  |  |  |  |  |  |  |  |  |  |  |  |  |  |
|  | 7. Феофано, візантійська імператриця       |  |  |  |  |  |  |  |  |  |  |  |  |  |  |  |
|  |                                            |  |  |  |  |  |  |  |  |  |  |  |  |  |  |  |
|  |                                            |  |  |  |  |  |  |  |  |  |  |  |  |  |  |  |
|  | 15. невідомо                               |  |  |  |  |  |  |  |  |  |  |  |  |  |  |  |
|  |                                            |  |  |  |  |  |  |  |  |  |  |  |  |  |  |  |
|  |                                            |  |  |  |  |  |  |  |  |  |  |  |  |  |  |  |

## Вшанування пам'яті
Пам'ятник святим Борису і Глібу, покровителям Вишгорода, відкрито у місті 31 липня 2011 року. 
Пам'ятник князю Борису у місті Бориспіль. 
Від імені Бориса походить назва українського міста Бориспіль.
Вулиця Князя Бориса в Борисполі
У місті Вишгород вулицю Ватутіна перейменували на вулицю Борисо-Глібську.

## Канонізація

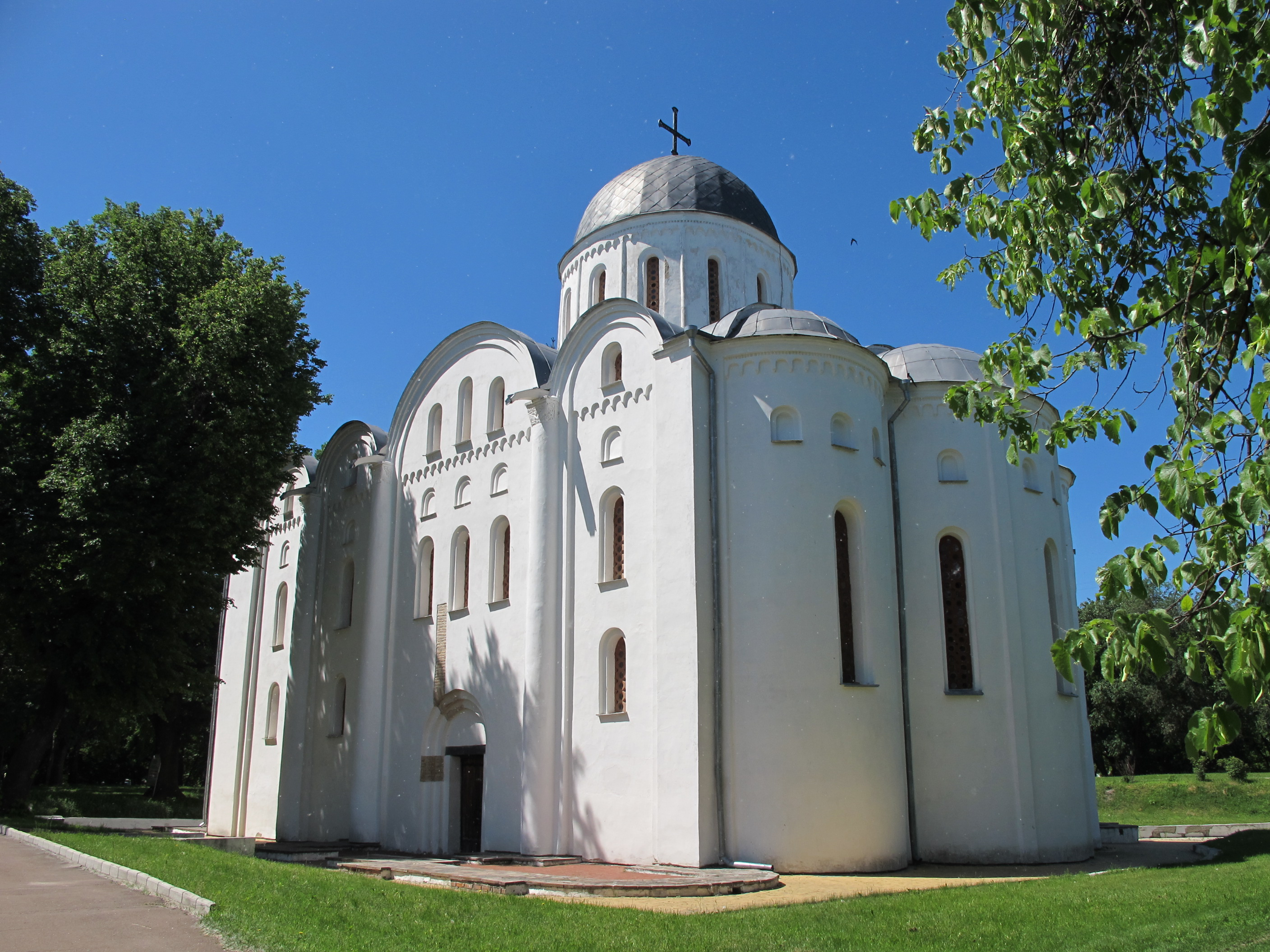
Собор Бориса й Гліба в Чернігові.

Борис і Гліб були канонізовані руською церквою 1071 року. Рюриковичі вбачали у них своїх заступників і молитвеників. У літописах є згадки про чудеса зцілення, що відбувалися у їхньої труни; про перемоги, здобуті їх ім'ям та допомогою (перемога Рюрика Ростиславича над Кончаком, Олександра Невського над тевтонцями), про паломництво князів до їхнього гробу (Володимира Володимировича, князя галицького; Святослава Всеволодовича, князя суздальського), тощо.
2 травня святкується день перенесення мощів Бориса і Гліба в нову церкву, збудовану князем Ізяславом I у Вишгороді. 1115 року їх мощі знову урочисто перенесли до кам'яної церкви Бориса і Гліба у тому ж місті. Після монгольської навали 1240 року мощі були втрачені.
Історія убивства була темою численних сказань, з яких найдавнішим є «Сказання про святих Бориса і Гліба», авторство якого приписується Нестору і чорноризцю Якову.
У літописі під 1175 роком згадується меч Бориса, що належав у той час Андрієві I Боголюбському.

### Монографії
- Войтович Л. 3.1. Династія Рюриковичів. //  Князівські династії Східної Європи (кінець IX — початок XVI ст.). Львів: Інститут українознавства, 2000.
- Рыдзевская Е. А. Древняя Русь и Скандинавия IX—XIV вв. — Москва, 1978.
- Древняя Русь в свете зарубежных источников [Архівовано 13 грудня 2012 у Wayback Machine.] / под ред. Е. А. Мельниковой. — Москва: Логос, 1999. ISBN 5-88439-088-2

### Статті
- Княжеское житие. Сказание о Борисе и Глебе. [Архівовано 13 травня 2013 у Wayback Machine.] / Древняя русская литература. Хрестоматия. Сост. Н. И. Прокофьев. — Москва, 1980. — С.37-44.
- Убивство святих новоявлених мучеників Бориса і Гліба [Архівовано 13 травня 2013 у Wayback Machine.] // Літопис руський / пер. з давньорус. Л. Є. Махновця. — Київ: Дніпро, 1989.
- Сказание о Борисе и Глебе [Архівовано 31 травня 2008 у Wayback Machine.] // Библиотека литературы Древней Руси / под ред. Д. С. Лихачёва и др. — Санкт-Петербург: 1997.